# Döwletberdi Mämmedow
Döwletberdi Mämmedow (ur. 9 stycznia 1978) – turkmeński zapaśnik walczący w stylu klasycznym. Zajął trzynaste miejsce na mistrzostwach świata w 2001 i 2002. Siódmy na igrzyskach azjatyckich w 1998 i 2002 i trzynasty w 2006. Piąty na mistrzostwach Azji w 2001. Wicemistrz igrzysk centralnej Azji w 1999; czwarty w 1995. Brązowy medalista na igrzyskach Azji Zachodniej w 1997. Trzeci na MŚ juniorów w 1996 i kadetów w 1994 roku.